# Jürgen Lütt

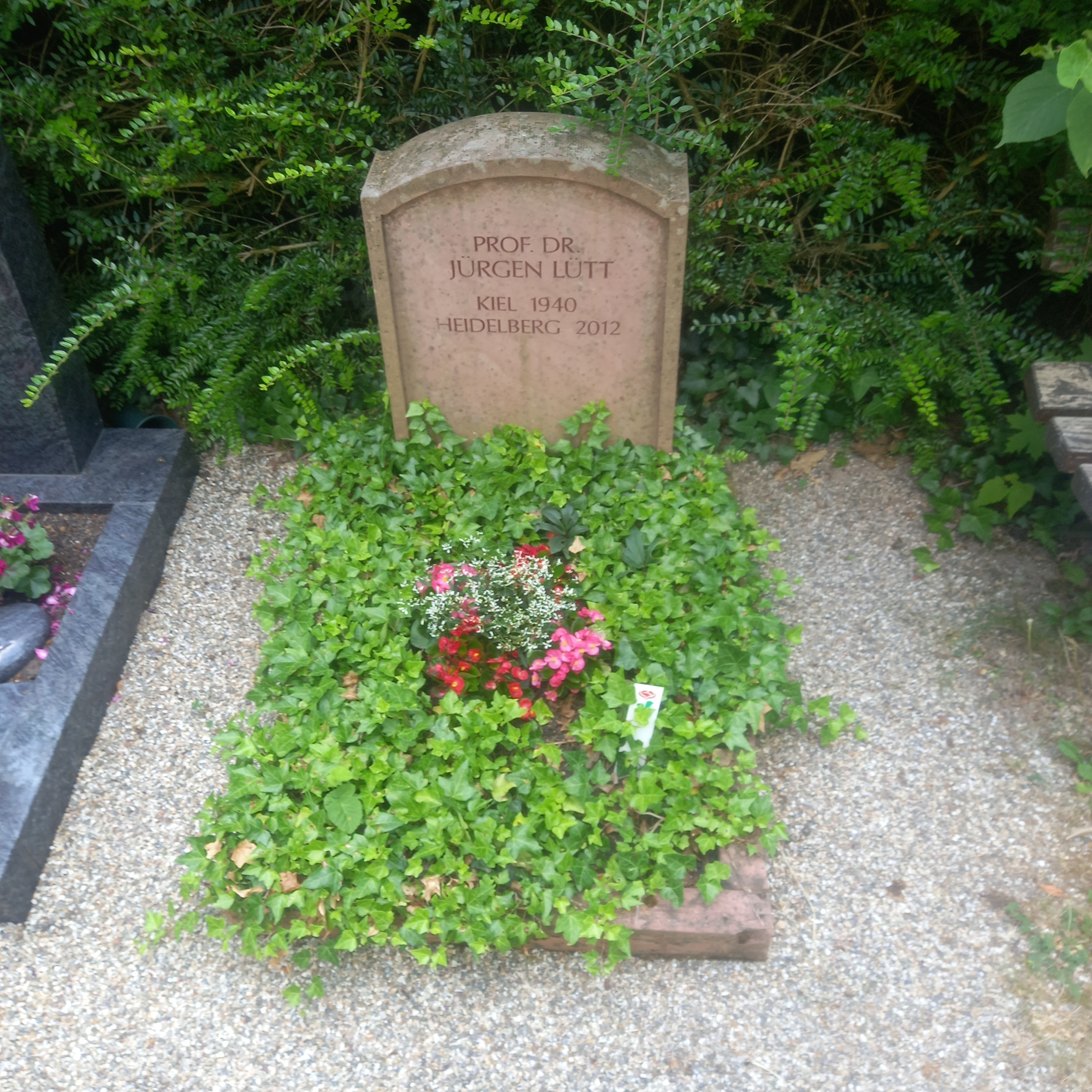
Das Grab von Jürgen Lütt auf dem Friedhof Handschuhsheim in Heidelberg

Jürgen Lütt (* 20. September 1940 in Kiel; † 17. Juli 2012 in Heidelberg) war ein deutscher Historiker, der sich mit der Geschichte des neuzeitlichen Indien und Südasiens befasste und von 1993 bis 2005 Professor an der Humboldt-Universität Berlin war.
Lütt wurde 1968 an der Christian-Albrechts-Universität zu Kiel bei Karl Dietrich Erdmann mit einer Arbeit über Die Anfänge eines Nationalismus unter den Hindus in den Nordwest-Provinzen und Oudh in der zweiten Hälfte des 19. Jahrhunderts promoviert. Ab 1968 war er als wissenschaftlicher Assistent am Südasien-Institut der Ruprecht-Karls-Universität Heidelberg tätig. 1977 habilitierte er sich bei Dietmar Rothermund mit einer Schrift zu Pandit Malaviyas Vermittlerrolle im politischen Hinduismus des frühen 20. Jahrhunderts und die Akhil Bharatiya Hindu Mahasabha. Er war 1969–1972, 1977 und 1979–1980 zu Forschungsaufenthalten in Indien. Von 1979 bis 1993 blieb er als wissenschaftlicher Angestellter am Heidelberger Südasien-Institut.
1993 wurde Lütt als Professor an das Seminar für Geschichte und Gesellschaft Südasiens, Institut für Asien- und Afrikawissenschaften der Humboldt-Universität Berlin berufen. Nach der Emeritierung war er ab 2006 Gastprofessor an der Universität St. Gallen. Er ist Autor des Bandes über das moderne Indien in der Reihe Oldenbourg Grundriss der Geschichte.
Lütt war mit der Slawistin und Übersetzerin Barbara Conrad-Lütt verheiratet.

## Schriften (Auswahl)
- Die Anfänge eines Nationalismus unter den Hindus in den Nordwest-Provinzen und Oudh in der zweiten Hälfte des 19. Jahrhunderts, Kiel 1970 (Dissertation).
- Hindu-Nationalismus in Uttar Pradés 1867–1900, Klett, Stuttgart 1970.
- Herausgeber mit M. P. Singh: Zwischen den Traditionen. Probleme des Verfassungsrechts und der Rechtskultur in Indien und Pakistan. Gesammelte Aufsätze von Dieter Conrad aus den Jahren 1970 bis 1990, Steiner, Stuttgart 1999.
- Das moderne Indien 1498 bis 2004 (= Oldenbourg Grundriss der Geschichte. Band 40), Oldenbourg, München 2012.